# Dendrochilum gramineum
Dendrochilum gramineum är en orkidéart som först beskrevs av Henry Nicholas Ridley, och fick sitt nu gällande namn av Richard Eric Holttum. Dendrochilum gramineum ingår i släktet Dendrochilum och familjen orkidéer. Inga underarter finns listade i Catalogue of Life.